# Vuelo 925 de Nigeria Airways
El 20 de noviembre de 1969, el vuelo 925 de Nigeria Airways,un avión Vickers VC10, se estrelló mientras se aproximaba al Aeropuerto Internacional de Lagos en Lagos, Nigeria, matando a las 87 personas a bordo.

## Vuelo
El vuelo 925 de Nigeria Airways se dirigía de Londres a Lagos con escalas intermedias en Roma y Kano. Estaba comandado por el capitán Valentine Moore, de 56 años; el primer oficial John Wallis, de 30; el ingeniero de vuelo George Albert Baker, de 50; y el navegante Basil Payton, de 49. Con el tren de aterrizaje abajo y los flaps parcialmente extendidos, el VC10 impactó contra árboles a unos 13 kilómetros (8,1 mi; 7 nmi) antes de llegar a la pista 19 de Lagos. La aeronave se estrelló en una zona de densa selva y explotó.
Las 87 personas a bordo (76 pasajeros y 11 tripulantes) murieron. El vuelo 925 fue el primer accidente fatal de un Vickers VC10 y también el más mortífero de este tipo de avión.

## Causa
Inmediatamente después del accidente, se encontraron tres armas automáticas entre los restos. Para contrarrestar un rumor de que una pelea entre un prisionero y dos guardias provocó el accidente, se consultó a un experto en balística. Se determinó que ninguna de las armas había sido disparada recientemente.
No se pudo determinar con certeza la causa del accidente. La grabadora de vuelo no funcionaba en el momento del impacto. Se determinó que lo más probable era que la tripulación no fuera consciente de la altitud real del avión durante la aproximación final, permitiendo que descendiera por debajo de una altura segura sin tener contacto visual con el terreno. La fatiga también pudo haber sido un factor contribuyente.